# Cardiodactylus pelagus
Cardiodactylus pelagus är en insektsart som beskrevs av Otte, D. 2007. Cardiodactylus pelagus ingår i släktet Cardiodactylus och familjen syrsor. Inga underarter finns listade i Catalogue of Life.